# Trojkoncert (Beethoven)
Trojkoncert C dur op. 56 je koncert pro klavír, housle, violoncello a orchestr od Ludwiga van Beethovena.

## Vznik
Beethoven napsal Trojkoncert kolem roku 1804 a jako houslistu pravděpodobně zamýšlel Carla Augusta Seidlera nebo Georga Augusta Seidlera, zatímco violoncellový part měl hrát Antonín Kraft. Obecně se předpokládá, že Beethoven plánoval pověřit provedením klavírního partu svého tehdejšího žáka, arcivévodu Rudolfa Rakouského, a proto klavírní part nepojal příliš náročně. Tato informace vychází z vyjádření Beethovenova tajemníka a pozdějšího životopisce Antona Schindlera. Muzikoložka Susan Kaganová považuje tuto domněnku za nepravděpodobnou; spíše předpokládá, že Beethoven psal klavírní part pro sebe. Sieghard Brandenburg pak doložil, že se Beethoven s arcivévodou pravděpodobně setkal až v roce 1808. Premiéra Trojkoncertu se uskutečnila 18. února 1808 v lipském Gewandhausu. Reakce veřejnosti na koncert byla spíše rezervovaná, takže další známá provedení díla se uskutečnila až v letech 1820 a 1830.
Trojkoncert vznikl ve stejné době, jako Beethovenova symfonie č. 3 Es dur op. 55 „Eroica“, symfonie č. 5 c moll op. 67 „Osudová“, Klavírní sonáta č. 23 („Appassionata“) a Beethovenova jediná opera Fidelio. Dílo autor dedikoval knížeti Josefu Maxmiliánovi z Lobkovic a vydal v roce 1807.

## Hudba
Trojkoncert je podobný žánru klavírního tria a koncertantní sinfonie, jak je pěstoval například Johann Christian Bach, ale také Joseph Haydn a Wolfgang Amadeus Mozart. To je patrné i na dvou předchůdcích z Beethovenova pera: v letech 1786/87 načrtl nedokončenou skladbu Romanze cantabile e moll pro flétnu, fagot, klavír a orchestr; ta byla vydána ve Wiesbadenu až v roce 1952. Nedokončená zůstala také skladba Concertante D dur, započatá v roce 1802 a určená pro koncert plánovaný na jaro 1803, který se však nikdy neuskutečnil. Concertante bylo určeno pro stejné obsazení jako Trojkoncert.
Trojkoncert má stejné schéma jako Beethovenův Klavírní koncert č. 1. Ve srovnání s jeho Klavírním koncertem č. 3 je zde však rozdíl: zatímco v něm byla orchestrálnímu partu přikládána větší váha, než bylo do té doby zvykem, v Trojkoncertu je zdůrazněn part sólistů. Převaha violoncella nad houslemi dává Trojkoncertu do jisté míry charakter violoncellového koncertu.

### Obsazení
Flétna, dva hoboje, dva klarinety, dva fagoty, dva lesní rohy, dvě trubky, tympány, smyčce.

#### První věta: Allegro
Vzhledem k tomu, že v Trojkoncertu je silně zdůrazněna role sólistů, nemá jeho první věta obvyklou sonátovou formu, nýbrž ritornelu. Je uvedena recitativním motivem v basech a violoncellech. K tomuto motivu se v 7. taktu připojují zbývající smyčce a ve 12. taktu oba lesní rohy. Po prvním vstupu orchestru v tutti (takt 19) následuje expozice, která obsahuje dvě vedlejší témata na dominantě, jež jsou propojena variacemi. Violoncello, doprovázené houslemi a violou, pak hraje recitativní úvod věty jako hlavní téma v tenorovém rejstříku. Poté, co violoncello, tentokrát bez doprovodu, otevře sólovou expozici, se tématu ujímají nejprve housle (takt 85, společně s lesními rohy) a poté klavír (takt 97). Závěr věty připomíná Beethovenův Klavírní koncert č. 3, napsaný zhruba o čtyři roky dříve.

#### Druhá věta: Largo
Tutti charakter první části téměř zcela ustupuje v části druhé. Po uvedení kantabilního tématu sólovým violoncellem s doprovodem smyčců hrají od 25. do 39. taktu všechny tři  sólové nástroje pouze za doprovodu sólových dechů. Vzhledem k instrumentaci nabývá střední část věty charakteru komorní hudby, zatímco v závěrečné části je použit smyčcový orchestr, nyní již bez účasti dechů. Závěr věty navazuje plynule na finále koncertu.

#### Třetí věta: Rondo alla Pollacca
Finále navazuje na druhou větu koncertu sólovým violoncellem. Věta vyniká plynulými přechody mezi ritornelem a kuplety i rutinním přechodem klavírního tria do unisonových stupnic závěrečných taktů.

## Kontext skladby
Premiéra Trojkoncertu se uskutečnila 18. února 1808 v lipském GewandhausuJako první veřejné provedení se často chybně uvádí koncert ve Vídni v květnu 1808. Reakce veřejnosti na koncert byla tehdy spíše rozpačitá, takže další známá provedení díla ve Vídni se uskutečnila až v letech 1820 a 1830.
Pro muzikologa Leona Plantingu je Trojkoncert "interludium na francouzský způsob", resp. "intermezzo ve francouzském stylu". Plantinga také dílu přisoudil „určitou nevýraznost struktury a výrazu“.